# Věra Beranová
Věra Beranová (2. dubna 1947 Olomouc – 4. května 2023 Praha) byla česká estetička a kunsthistorička. Ve své práci se zaměřovala na vývoj estetického myšlení v Česku.

## Život
Maturitu složila v roce 1965 v Olomouci v Hejčíně, poté studovala na Univerzitě Palackého v Olomouci obory filosofie, historie a estetika, kterou absolvovala v roce 1970. Od roku 1972 působila na Katedře dějin umění a estetiky Komenského univerzitě v Bratislavě (aspirantka 1972–1979, asistentka 1979–1984, docentka 1984).
Jako docentka dějin umění a estetiky přednášela rovněž na Karlově Univerzitě v Praze (1986–1994) a na Katedře společenských věd (1994–2001) a Katedře dějin a teorie umění (2003–2010) Univerzity Jana Evangelisty Purkyně v Ústí nad Labem . V současnosti externě spolupracuje s Univerzitou Jana Evangelisty Purkyně v Ústí nad Labem a Filosofickou fakultou v Prešově. Kromě výkladu estetického myšlení věnovala jednu ze svých knih i svému otci, malíři Aljo Beranovi. Jejím manželem byl prof. PhDr. Václav Čada, DrSc. (1942, Olomouc – 1993, Praha). Pravidelně publikovala v českém i zahraničním odborném tisku, zejména ve slovenském časopisu Výtvarný život a sbornících Acta Culturologica, Acta Facultatis Philosophicae Universitatis Presoviensis, Acta Universitatis Purkynianae, ad.
Za rok 2013 získala cenu Josefa Dobrovského a v roce následujícím i cenu Unie českých spisovatelů.

## Publikace
- Estetika socialistického způsobu života, Praha 1986
- Základné problémy dejín a teórie výtvarnej kultúry, Bratislava 1982
- První kroky k umění (úvod do studia umění), Ústí nad Labem 1996
- Horizonty estetiky, Ústí nad Labem 1998
- Aljo Beran, monografie výtvarníka, Ostrava 2000
- Kapitoly z dějin českého estetického myšlení I., 2000
- Kapitoly z dějin českého estetického myšlení II., 2003
- První kroky k estetice, Ústí nad Labem 2004 (2. vyd. 2007)
- Bariéry estetiky, Ústí nad Labem 2007
- Z dějin českého estetického a uměnovědného myšlení (soubor studií), 2011
- Když nejde jenom o krásu /Dějiny českého estetického myšlení/, 2014
- Dějiny v umění, umění v dějinách, 2015